# الدوري السلوفيني لكرة القدم 1932–33
الدوري السلوفيني لكرة القدم 1932–33 هو موسم من الدوري السلوفيني لكرة القدم ‏. فاز فيه I. SSK Maribor ‏.